# Хедив

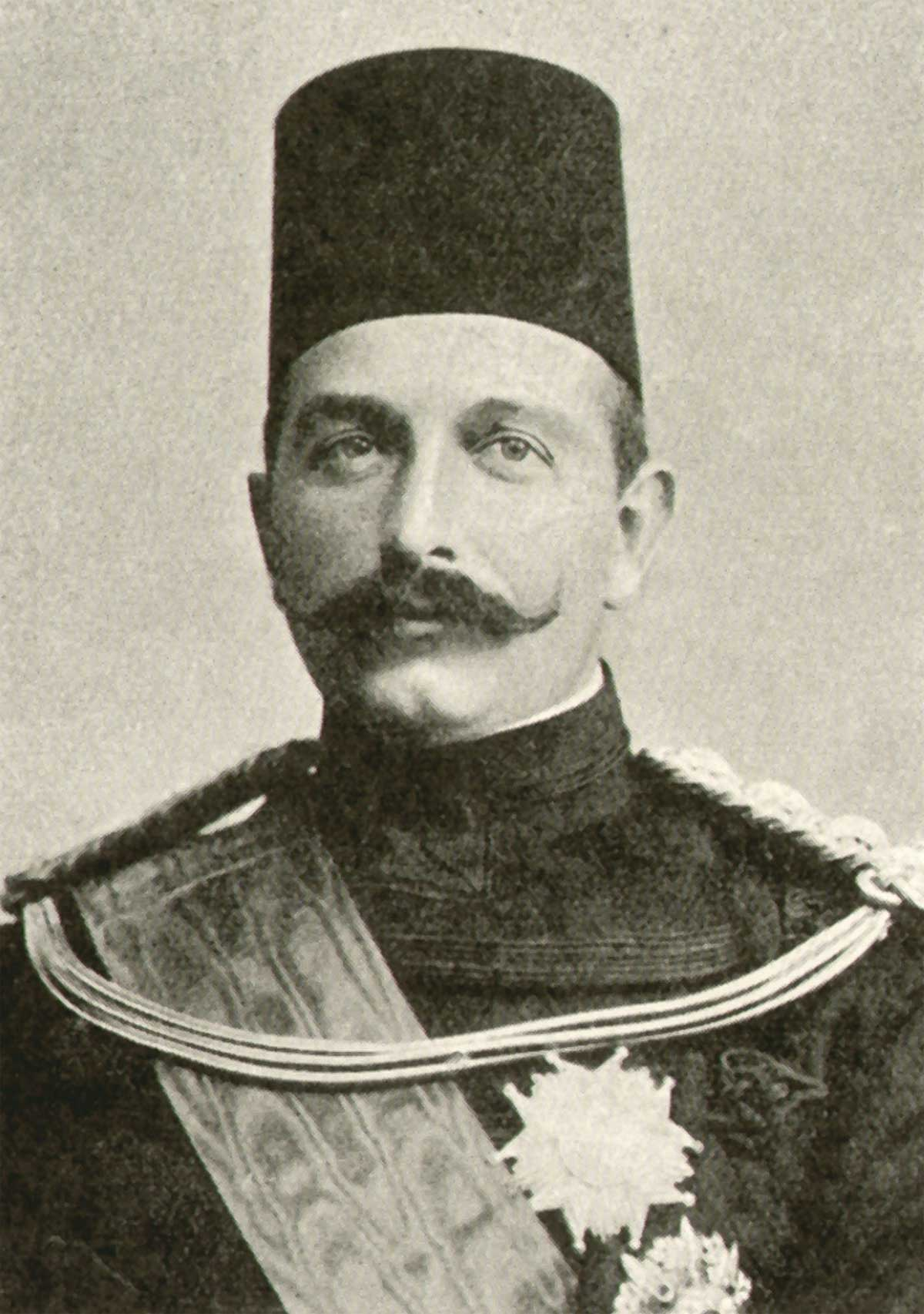
Аббас II Хильми — последний хедив.

Хеди́в (осман. خدیو‎ [hɯ'div], араб. خديوي‎ худайви) — титул наместника Египта, существовавший в период зависимости Египта от Османской империи (1867—1914). Этот титул носили Исмаил, Тауфик и Аббас II.

## Этимология
Термин пришёл в европейские языки через французское посредство (фр. khédive) из османского турецкого языка (осман. خدیو‎ [hɯ'div]), который в свою очередь заимствовал его из персидского (перс. خدیو‎ xadêv — «повелитель»), а тот — из бактрийского (бактр. χοαδηο — «повелитель»).

## История
Турецкий султан Абдул-Азиз дал титул хедива египетскому паше Исмаилу, что ставило его выше других региональных наместников Османской империи. За это Египет увеличил ежегодную дань, выплачиваемую Турции. После провозглашения английского протектората над Египтом в 1914 году египетские правители приняли титул султана.

## Хедивы
- Исмаил-паша (1867—1879)
- Тауфик-паша (1879—1892)
- Аббас II Хильми (1892—1914)